# Noises Off
Noises Off, traducida al español como Al derecho y al revés, Por delante y por detrás, ¡Qué desastre de función!, Esta obra es un desastre, Entretelones o ¡Qué ruina de función! es una obra de teatro en tres actos del dramaturgo británico Michael Frayn estrenada el 23 de febrero de 1982. La pieza se ha traducido a veintiocho idiomas y estrenado en cincuenta países.

## Argumento
Un grupo de actores teatrales ensayan un vodevil de baja calidad, titulado ¿Me enseñas la sardina? (Nothing On en su título original), aunque de forma artificial y engolada. Transcurrido un tiempo, se escenifican los bastidores, mientras se interpreta la obra que ya hace tiempo fue estrenada. Los actores que interpretan a actores salen y entran del escenario mientras de fondo se escucha el desarrollo del vodevil. Los malentendidos y las rencillas entre los intérpretes centran la acción de esta obra de teatro dentro del teatro.

## Representaciones destacadas
- Lyric Theatre, Londres, 1982. Estreno.
  - Dirección: Michael Blakemore
  - Intérpretes: Patricia Routledge, Paul Eddington, Nicky Henson.

- Théâtre des Bouffes-Parisiens, París, 1982. (En sourdine... les sardines!).
  - Dirección: Robert Dhéry.
  - Intérpretes: Herbert-Karsenty, Liliane Gaudet, Serge Maillat, Kelvine Dumour, Jacques Ciron, Annick Le Goff, Roland Charbaux, Michel Bonnet, Julien Cafaro, Sonia Sariel, Michel Pasquet.

- Brooks Atkinson Theatre, Nueva York, 1983.
  - Dirección: Michael Blakemore.
  - Intérpretes: Victor Garber, Dorothy Loudon, Brian Murray, Linda Thorson, Paxton Whitehead, Deborah Rush, Jim Piddock, Douglas Seale, Amy Wright.

- Teatro Vittoria, Roma, 1983.(Rumori fuori scena)
  - Dirección:  Attilio Corsini,
  - Intérpretes: Gerolamo Alchieri, Viviana Toniolo, Stefano Altieri, Anna Lisa Di Nola, Sandro De Paoli, Gerolamo Alchieri.

- Teatro Metropolitan (Buenos Aires), 1984. (Entretelones)
  - Adaptación: Julio Kaufmann.
  - Escenografía: Mario Vanarelli.
  - Dirección:  Alexander Herold.
  - Intérpretes: Beatriz Taibo, Gianni Lunadei, Alberto Argibay, Claudia Lapacó, Mario Pasik, Reina Reech, Liliana Simoni, Max Berliner, Oscar Ferrigno (hijo), Roberto Franco.

- Teatro Alcázar, Madrid, 1984. (Al derecho y al revés)[3]
  - Adaptación: Juan José Arteche.
  - Escenografía: Emilio Burgos.
  - Dirección: Alexander Herold.
  - Intérpretes: Amparo Baró, Paca Gabaldón, Manuel Zarzo, Alberto Bove, Luisa Armenteros, Luis Lorenzo, Paula Sebastián, Joaquín Kremel, José María Pou.

- Teatro Condal, Barcelona, 1985. (Pel davant i pel darrera)[4]
  - Intérpretes: Marta Padovan, Mario Gas, Juanjo Puigcorbé, Montse Guallar, Joaquín Cardona.

- Comedy Theatre, Melbourne, 1991.
  - Dirección: Garry McQuinn.
  - Intérpretes: Tom Oliver, Judi Farr, John Allen, Terry Bader.

- Théâtre du Palais-Royal, París, 1993. (Silence en coulisses).[5]
  - Dirección: Jean-Luc Moreau.
  - Intérpretes: Marthe Villalonga, Michel Duchaussoy, Michèle Laroque, Guilhem Pellegrin.

- Teatro Victoria, Barcelona, 1996. (Pel davant i pel darrera)[6]
  - Adaptación: Paco Mir.
  - Dirección: Alexander Herold.
  - Intérpretes: Abel Folk, Mercé Comes, Jaume Mallofré, Joan Crosas, Marta Calvó, María Lanau, Josep Peñalver.

- Teatro La Latina, Madrid, 1997. (Por delante y por detrás)[7]
  - Adaptación: Paco Mir.
  - Dirección: Alexander Herold.
  - Intérpretes: Paloma Paso Jardiel, Miguel Gallardo, Francisco Rojas, Silvia Espigado, Alberto Maravilla, Ferran Botifoll, Cecilia Solaguren.

- Brooks Atkinson Theatre, Broadway, Nueva York, 2001.
  - Dirección: Jeremy Sams.
  - Intérpretes: Richard Easton, Peter Gallagher, Patti LuPone, Edward Hibbert, Faith Prince, Katie Finneran, T. R. Knight, Thomas McCarthy, Robin Weigert.

- Piccadilly Theatre, Londres, 2001.
  - Dirección: Jeremy Sams.
  - Intérpretes: Lynn Redgrave, Stephen Mangan, Aden Gillett.

- Teatro Borrás, Barcelona, 2002. (Pel davant i pel darrera)[8]
  - Adaptación: Paco Mir.
  - Intérpretes: Álex Casanovas, Rosa Andreu, Pep Planes, Santi Íbañez, Mireia Portas, Albert Trifol, Mireia Villanueva.

- Dunstan Playhouse Theatre, Adelaida, 2005
  - Dirección: Adam Cook.
  - Intérpretes: Annie Maynard, Marco Chiappi, Brett Hicks-Maitland, Geoff Revell.

- Teatro Vargas Llosa, Lima, 2009. (Esta obra es un desastre)[9]
  - Dirección: Ricardo Morán.
  - Intérpretes: Renzo Schuller, Emilia Drago, Javier Echevarría Escribens, Christian Ysla, Ebelin Ortiz, Leonardo Torres Vilar.

- Teatro Vittoria, Roma, 2012.(Rumori fuori scena)
  - Dirección: Massimo Chiesa.
  - Intérpretes: Viviana Toniolo, Stefano Altieri, Annalisa Di Nola, Stefano Messina Carlo Lizzani, Massimiliano Franciosa, Annalisa Favetti, Roberto Della Casa.

- Divadlo Bez, Praga, 2012. (Bez roucha)
  - Dirección: Jiří Menzel.
  - Intérpretes: Jana Švandová, Veronika Freimanová, Kateřina Frýbová, Rudolf Hrušínský, Zdeněk Žák.

- Teatros del Canal, Madrid, 2012. (Qué desastre de función).
  - Adaptación: Paco Mir.
  - Dirección: Alexander Herold.
  - Intérpretes: Pep Planas, Meritxell Huertas, Aleix Albareda, Anna Barrachina, Mónica Pérez, Artur Trias, Miquel Sitjar, Dafnis Balduz y Saida Lamas.

- Teatro Calderón, Madrid, 2013. (Qué desastre de función).
  - Adaptación: Paco Mir.
  - Dirección: Alexander Herold.
  - Intérpretes: Anna Barrachina, Carmen Conesa, Jordi Díaz, Josep Linuesa, Vanessa Romero, Leire Ruiz, Vito Sanz, Miquel Sitjar, Pepín Tre.
  - Teatro de la Ciudad, Chihuahua, 2018. (Noises Off).
  - Dirección: Vanessa Serna.
  - Producción: Cinthya Esparza.
  - Intérpretes: Carmen de la Mora, Manuel Talavera Trejo, Christian Adriano, Nancy Gardea, Ana Nieto, Brisa Reyes, Daniel Fierro.

## Adaptaciones
Existe una versión cinematográfica, dirigida por Peter Bogdanovich e interpretada por Carol Burnett, Michael Caine, y Christopher Reeve, que se estrenó en 1992.